# São Francisco do Oeste
São Francisco do Oeste is een gemeente in de Braziliaanse deelstaat Rio Grande do Norte. De gemeente telt 3.807 inwoners (schatting 2009).

## Galerij

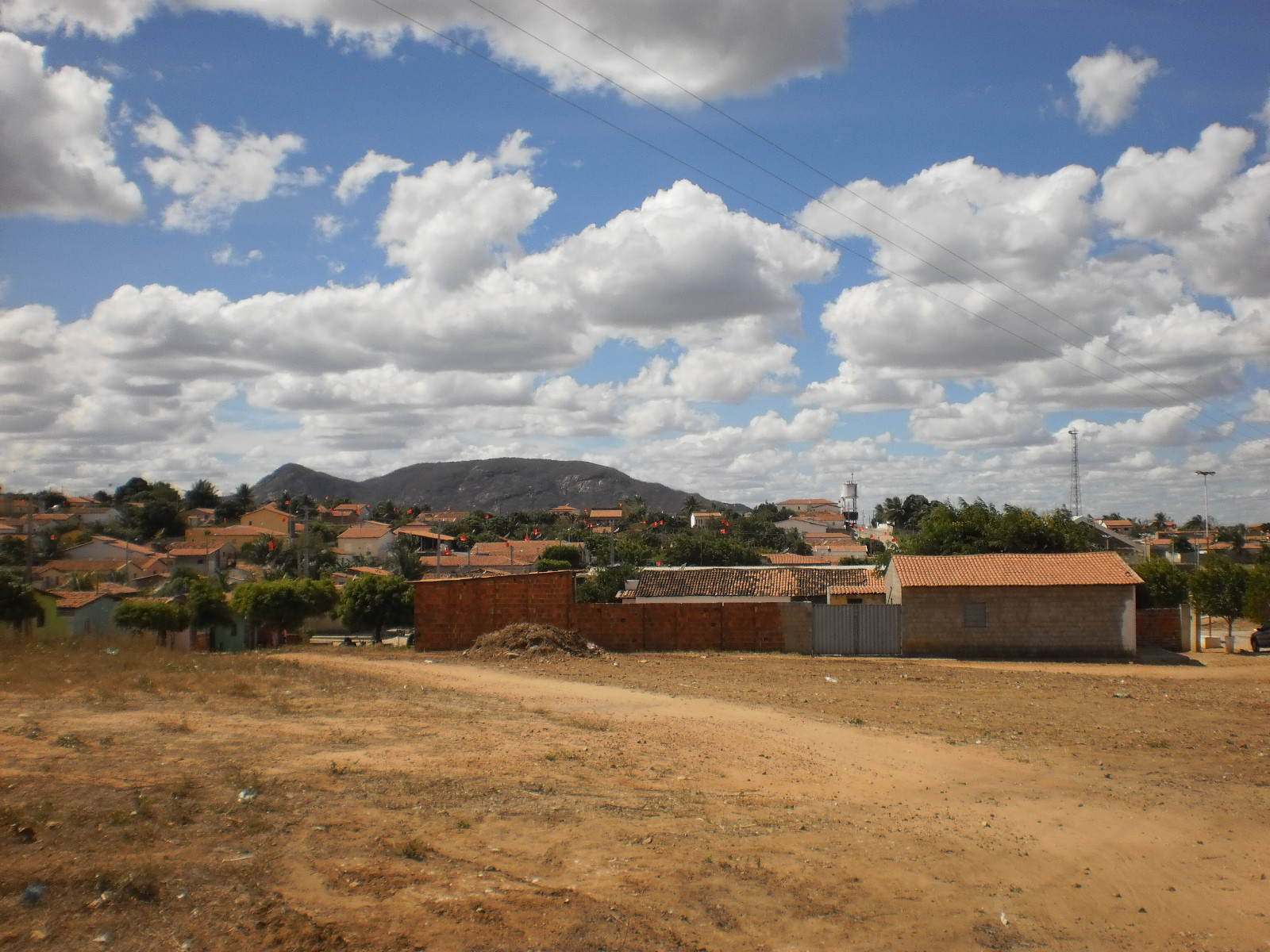
São Francisco do Oeste
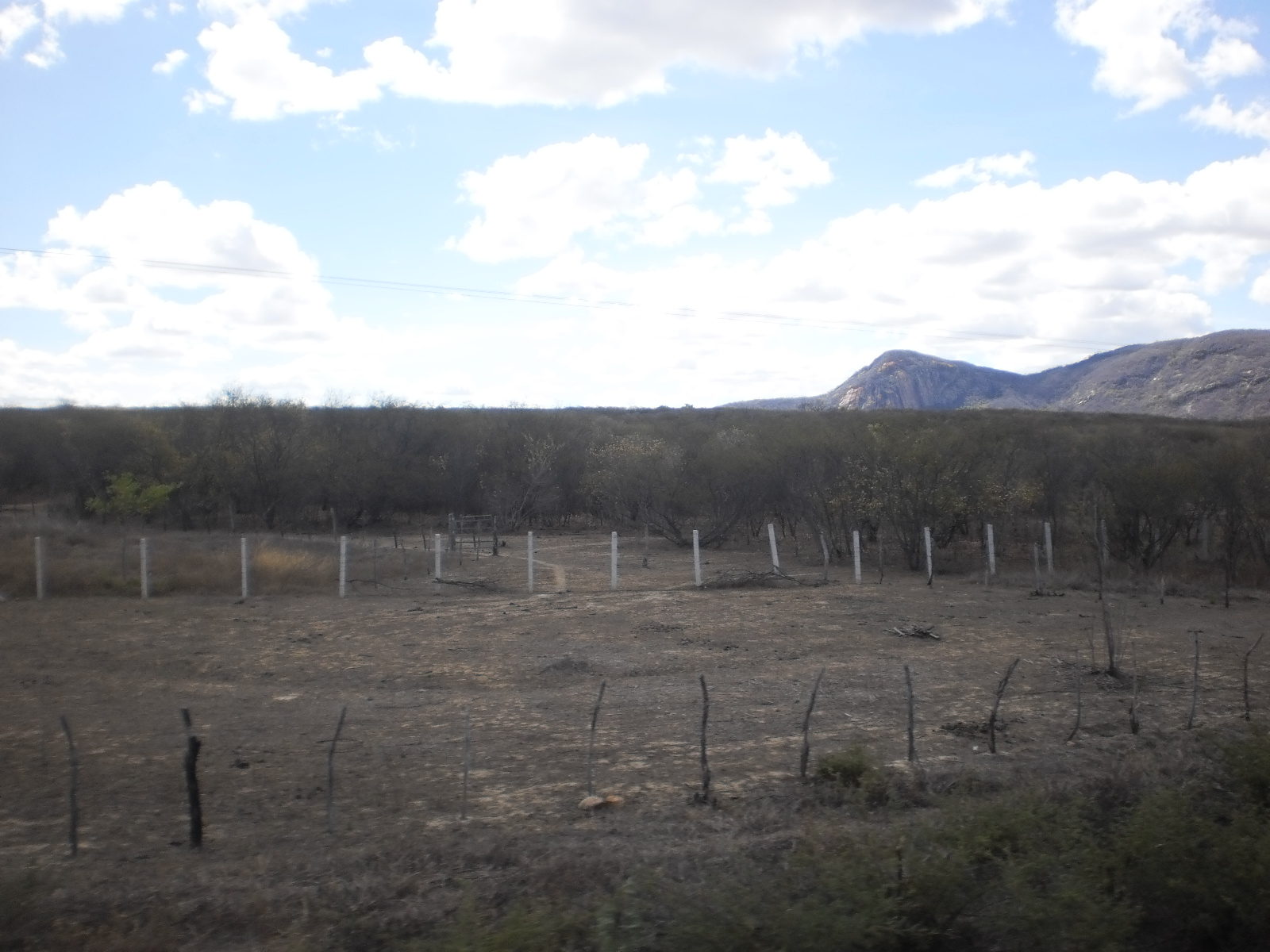
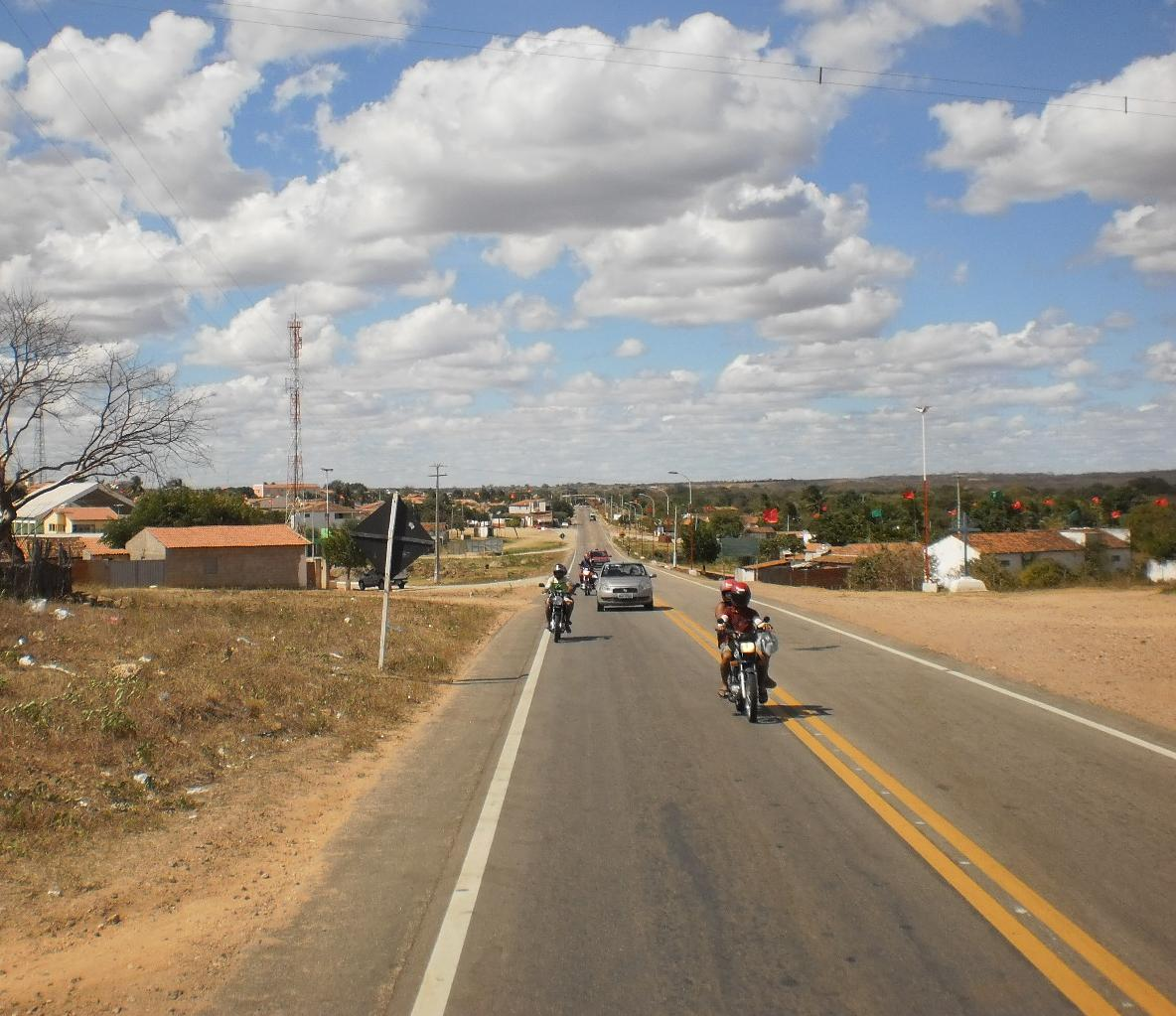
BR-405 bij São Francisco do Oeste